# Thomazina Muliercula
Thomazina Muliercula, död 1603, även känd som “Mrs Tamasin” och “Tomasin de Paris”, var en engelsk hovfunktionär. Hon var hovdvärg hos Elisabet I av England från 1577 till 1603.  
Hon efterträdde Ippolyta the Tartarian och förekommer regelbundet i drottningens garderobsutgifter mellan 1577 och 1603. Hon kallas hennes "hovdam", vilket var vanligt för kvinnliga hovdvärgar. Som hovdvärg fungerade hon som narr. Hon kom möjligen från Paris, vilket antyds av hennes tillnamn, och 1579 förekom hennes "syster" Prudence de Paris i listorna. Hon tycks ha varit skrivkunnig då drottningen gav henne pennor och papper. 
Hon identifieras i en tavla av Elisabet och Robert Darnley av Marcus Gheeraerts.